# 混沌少年時
《混沌少年時》（直译：「青少年」）是2025年一部英国犯罪迷你剧集，由傑克·索恩和史提芬·格拉漢姆创作，菲利普·巴蘭提尼执导。该剧由格拉漢姆、艾琳·多赫蒂、欧文·库珀、费伊·马赛、克里斯汀·特雷马科、马克·斯坦利、乔·哈特利和艾米丽·皮斯主演。故事大綱講述一名青春期少年因謀殺女同學而遭逮捕。該劇的每一集都採用一鏡到底的拍攝手法。
該劇在2025年3月13日於Netflix首播，並因导演和编剧、氛围營造與主角的演技而获得广泛好评。《混沌少年時》是第一部榮登廣播受眾研究會每週電視收視率榜首的串流節目。2025年4月9日，Deadline報稱Netflix和B計劃娛樂正在就該系列的第二季進行洽談。

## 前情提要
在英国的一个小镇，警察破门並逮捕了13岁的男孩傑米·米勒，他涉嫌谋杀同学凯蒂·伦纳德。傑米被关押在警察局接受审问，随后被拘留。对傑米学校的调查以及法医心理学家的询问表明，傑米对以Incel亚文化为中心的社群媒體校園霸凌深感困扰。

## 演員
- 史蒂芬·葛拉翰 飾 艾迪·米勒（Eddie Miller）
- 艾希利·沃特斯（英语：Ashley Walters (actor)） 飾 探長 路克·巴斯科姆（Luke Bascombe）
- 艾琳·多爾蒂（英语：Erin Doherty） 飾 臨床心理學家 布萊妮·亞歷斯頓（Briony Ariston）
- 歐文·庫柏（英语：Owen Cooper (actor)） 飾 傑米·米勒（Jamie Miller）
- 菲伊·馬賽（英语：Faye Marsay） 飾 警探 米莎·法蘭克（Misha Frank）
- 克莉絲汀·特雷馬爾科（英语：Christine Tremarco） 飾 馬達·米勒（Manda Miller）
- 馬克·史坦利（英语：Mark Stanley） 飾 律師 保羅·巴洛（Paul Barlow）
- 漢娜·沃特斯（英语：Hannah Walters） 飾 教師 費尼莫（Mrs Bailey）
- 喬·海特利（英语：Jo Hartley） 飾 教師 費尼莫（Mrs Fenumore）
- 艾蜜莉·皮斯（Amélie Pease）飾 麗莎·米勒（Lisa Miller）
- 法蒂瑪·博讓（Fatima Bojang）飾 珍德（Jade）
- 凱恩·戴維斯（Kaine Davis）飾 萊恩·科瓦爾斯卡（Ryan Kowalska）
- 阿瑪瑞·巴克斯（Amari Bacchus）飾 亞當·巴斯科姆（Adam Bascombe）

### 客串
- 艾蜜莉雅·霍利迪（Emilia Holliday）飾 凱蒂·倫納德（Katie Leonard）
- 路易斯·彭伯頓（Lewis Pemberton）飾 湯米（Tommy）
- 奧斯汀·海恩斯（英语：Austin Haynes (actor)） 飾 弗雷多（Fredo）
- 阿爾菲·沃德（Alfie Ward）飾 莫拉雷（Moray）
- 艾洛迪·格雷斯·沃克（Elodie Grace Walker）飾 喬治（Georgie）
- 道格拉斯·羅素（Douglas Russell）飾 維多（Victor）

## 分集概要
| 集數 | 標題                   | 導演            | 編劇                      | 首播日期      |
| --- | ---------------------- | --------------- | ------------------------- | ------------- |
| 1 | “第1集”（"Episode 1"） | 菲利普·巴蘭提尼 | 傑克·索恩 & 史蒂芬·葛拉翰 | 2025年3月13日 |
| 探長卢克·巴斯科姆和警探米莎·法蘭克带领警方突袭了米勒一家（父亲艾迪、母亲馬達、女儿麗莎和13岁的儿子傑米）的家。他们以涉嫌谋杀罪逮捕了傑米，并将他带到附近的警察局。傑米在办理手续并被带到拘留室时哭着声称自己是无辜的，与此同时他的家人也抵达了警局。艾迪同意成为傑米的“适当成年陪同者”，在他被搜查和审问时陪同。艾迪私下问傑米是否犯了罪，并相信了他的否认。被指定代表傑米的律师巴洛赶到，建议傑米不要回答关于前一晚的问题。在傑米的正式审讯中，巴斯科姆和法蘭克透露傑米在Instagram上对女性模特发表了几条性暗示的评论。随后，他被问及他的同学凯蒂·伦纳德，她的尸体在前一晚被发现于一个停车场。巴斯科姆播放了傑米刺死凯蒂的闭路电视录像，随后终止了审讯。傑米和艾迪在审讯室里啜泣；当傑米碰到他时，艾迪稍稍瑟缩了一下，随即他们紧紧相拥。                                                                                       |                        |                 |                           |               |
| 2 | “第2集”（"Episode 2"） | 菲利普·巴蘭提尼 | 傑克·索恩 & 史蒂芬·葛拉翰 | 2025年3月13日 |
| 案发后三天，巴斯科姆和法蘭克来到傑米的中学，与傑米和凯蒂的同学交谈，希望能了解傑米的动机和凶器的下落。凯蒂最好的朋友杰德对这起谋杀案尤其感到不安，她嘲讽地侮辱了警官们。后来，她袭击了傑米的朋友瑞安，指责他导致凯蒂被杀。当巴斯科姆和法蘭克审问瑞安时，他起初很配合，但很快变得闪烁其词，当提到凶器时，他离开了房间。与巴斯克姆关系疏远的儿子亚当也是这所学校的一名学生，他告诉父亲：凯蒂曾用一种秘密emoji（表情符号）语言回复了傑米在Instagram上针对模特的评论，指控傑米是“incel”（非自愿独身者），此举间接引发了一场针对傑米的网络欺凌活动。当巴斯科姆和法蘭克尝试再次审问瑞安时，瑞安见状从窗户逃跑，巴斯科姆追着他到学校外面。瑞安被抓到后透露，傑米用来刺伤凯蒂的刀是他的；他和另一个朋友汤米把刀给了傑米，以为他会用它来恐吓凯蒂撤回Instagram上的回复。瑞安因涉嫌共谋谋杀被捕。在影集最后艾迪前往凯蒂遇害地点献花悼念。 |                        |                 |                           |               |
| 3 | “第3集”（"Episode 3"） | 菲利普·巴蘭提尼 | 傑克·索恩 & 史蒂芬·葛拉翰 | 2025年3月13日 |
| 案发后七个月，法院指定心理评估师布萊妮·亞歷斯頓在少年拘留机构与傑米会面，准备一份关于他精神状况的庭前报告。布萊妮向傑米保证，她的唯一目标是评估他对案件相关情况的理解程度，而不是案件本身。然而傑米却陷入了一场勉强维持的争强好胜的游戏。布萊妮询问傑米对男子气概、女性和自己的看法。傑米回忆说，凯蒂曾发过一张上身赤裸的照片给她喜欢的同学，而那个男孩未经她同意就在学校里传播开了。这让凯蒂很受伤，傑米于是约凯蒂出去，以为她情绪脆弱，更有可能答应。她拒绝了他，并在他的Instagram页面上留下了评论。整个访谈过程中，傑米的情绪时而友好，时而具有攻击性。这包括几次愤怒的爆发，承认在冲突中曾想猥亵凯蒂，以及意外地承认了谋杀。在布萊妮告诉傑米这是他们最后一次会面后，他要求知道她是否喜欢他个人，但她拒绝回答，这进一步激怒了傑米。保安被迫将傑米拖出访谈室，布萊妮对此感到震撼。                                           |                        |                 |                           |               |
| 4 | “第4集”（"Episode 4"） | 菲利普·巴蘭提尼 | 傑克·索恩 & 史蒂芬·葛拉翰 | 2025年3月13日 |
| 案发后十三个月，米勒一家在傑米等待审判期间试图恢复正常生活。在艾迪50岁生日那天，他的货车被傑米学校里欺负他儿子傑米和亚当的青少年喷漆。艾迪计划当天晚些时候带馬達和麗莎去看电影以缓和气氛，但他们首先去了五金店购买清除货车上的油漆。在那里，艾迪因一名员工认出他并尴尬地表达对傑米的支持，使得更加烦恼。艾迪买了一些油漆重新涂装货车。外面，他见到了给货车喷漆的青少年，愤怒地威胁他们，然后带着愤怒将油漆罐里的东西泼洒到自己的货车上。在开车回家路上，傑米来电称他打算认罪。回到家，艾迪和馬達接受了傑米的困境，责怪自己没有关注他的网络激进化。麗莎也加入了他们，表示支持艾迪不搬家的决定，因为她知道他们与傑米的联系最终会缠上他们。他们决定租一部电影来扭转这一天，馬達和麗莎去准备早餐。艾迪独自一人在杰米的床上情绪崩溃。他为一只泰迪熊盖好被子，亲吻熊头，向傑米道歉未能做得更好，随后下樓陪同家人。                   |                        |                 |                           |               |

## 製作

### 開發
《混沌少年時》最初由史提芬·格拉漢姆構思，作為對英國青少年持刀犯罪案件的回應，包括艾娃·懷特謀殺案和埃莉安·安達姆謀殺案。他決定創作一部探討年輕男孩對女孩實施極端暴力行為動機的戲劇，並與編劇傑克·索恩合作。索恩表示該劇的任何部分都不是改編具體的真實故事。索恩在BBC廣播四台的藝術節目《Front Row (廣播節目)》中表示，兩位作家想要“直視現代男性的憤怒”，並探討像安德魯·泰特這樣的公眾人物對男孩的影響。
該劇於2024年3月對外公佈，暫定名為《混沌少年時》，由傑克·索恩和史提芬·格拉漢姆主創。這是一部四集的迷你犯罪劇，採用實時、一鏡到底的風格，由菲利普·巴蘭提尼執導。巴蘭提尼和葛拉漢先前曾合作拍攝《沸點》（2021年電影），該片也是採用一鏡到底的拍攝手法。Warp Films、Matriarch Productions和B計劃娛樂為Netflix製作該劇集。喬·約翰遜（Jo Johnson）是該劇的執行製作人，與索恩和巴蘭提尼同時擔任，馬克·赫伯特、艾蜜荊·費勒（Emily Feller）、漢娜·沃爾特斯、布萊德·彼特、蒂蒂·嘉納和妮娜·沃拉斯基（Nina Wolarsky）也擔任該劇的製作人。

### 選角
歐文·庫柏13歲時就被選中飾演青少年謀殺嫌疑犯傑米·米勒，此前他沒有任何專業表演經驗。選角導演沙欣·貝格（Shaheen Baig）曾考慮過500名男孩來出演這個角色，但庫珀在寄給她一盤Showreel後引起了她的注意，並最終獲得了這個角色。貝格透過曼徹斯特的Drama MOB和布拉德福德的Articulate戲劇學校及經紀公司找到了庫柏和其他幾位年輕演員。這些戲劇學校的學生來自弱勢群體和貧困社區，學校的教職員工對這些演員在參演本劇之前「無所事事、默默無聞」的說法感到不滿。

### 拍攝
格拉漢姆、歐文·庫柏、艾希利·沃特斯、和艾琳·多爾蒂主演，拍攝工作於2024年7月在英國展開，並於2024年10月左右完成。
《混沌少年時》以大量使用長鏡頭拍攝手法而聞名，每集都是由攝影師馬修·路易斯以一鏡到底的形式拍攝的。拍攝經過多次計畫及排練，最終形成了完整的技術排練，在此期間，攝影指導會規劃鏡頭運動。每集一小時的劇集拍攝約10次，每天兩次。劇集皆一次完成，沒有使用任何剪切或配合電腦合成影像的融合鏡頭。格拉漢姆稱每集的製作總共耗時三週。最終使用的拍攝次數如下：第一集，第2次拍攝；第二集，第13次拍攝；第三集，第12次拍攝；第四集，第16次拍攝。劇集的拍攝並非按時間順序進行：庫柏在片場的第一天拍攝的是第3集。
《混沌少年時》的拍攝地點包括約克郡的南柯比、南埃爾姆索爾和謝菲爾德。南埃爾姆索爾的明斯索普社區學院被用作“第二集”中校園場景的拍攝地。警察局的室內場景是在南柯克比片場專門搭建的Set (影視取景)拍攝的，以適應單鏡頭拍攝的複雜性。

## 播放情況
該劇於2025年3月13日在Netflix上首播。它成為英國單週收視率最高的串流電視節目，打破了Netflix劇集《愚弄我一次》在2024年1月創下的紀錄。
《混沌少年時》在Netflix上映後，收視率一路飆升。開播三週，該劇集在該平台的觀看次數就高達9,670萬次。截至2025年3月30日的一周，該劇集的觀看次數更是高達3040萬次，並在Netflix十大指標追蹤的所有93個國家/地區的觀看次數榜單中名列前十。憑藉這一佳績，《混沌少年時》在Netflix歷史收視榜中排名第九，該榜單基於影片上映前91天收集的收視數據。

## 回響
該劇獲得广泛好评，根據評論匯總網站爛番茄上72位评论者回饋， 《混沌少年時》的新鲜度為99%，平均评分为9.3分（满分10分）。爛番茄共识评论：「《混沌少年時》风格大胆，从头到尾的演技都很出色，是电视叙事的大师级作品，观影体验灼热难耐，令人心生伤感。」Metacritic根据25条评论的加權平均數计算出90分（满分 100 分）。 
專欄作家露西·曼根於衛報称，《混沌少年時》是几十年来最接近完美的电视剧，并特别赞扬欧文·库珀和艾琳·多赫蒂的演技。RogerEbert.com的南迪尼·巴利亞爾（Nandini Balial）則讚賞库珀的演技抓住了「幼童到成人之間，那段充滿危機的歲月」。每日电讯报的安妮塔·辛格（Anita Singh）认为该剧令人震撼，演员的表演非凡，不过她表示，一镜到底的拍摄技术可能让人感觉像个噱头。不过，帝國雜誌的蘇菲·布徹（Sophie Butcher）称赞了连续拍摄的镜头，称它是今年最令人眼花缭乱的电视剧壮举，有助于增强螢幕上的情感。

### 政治效應

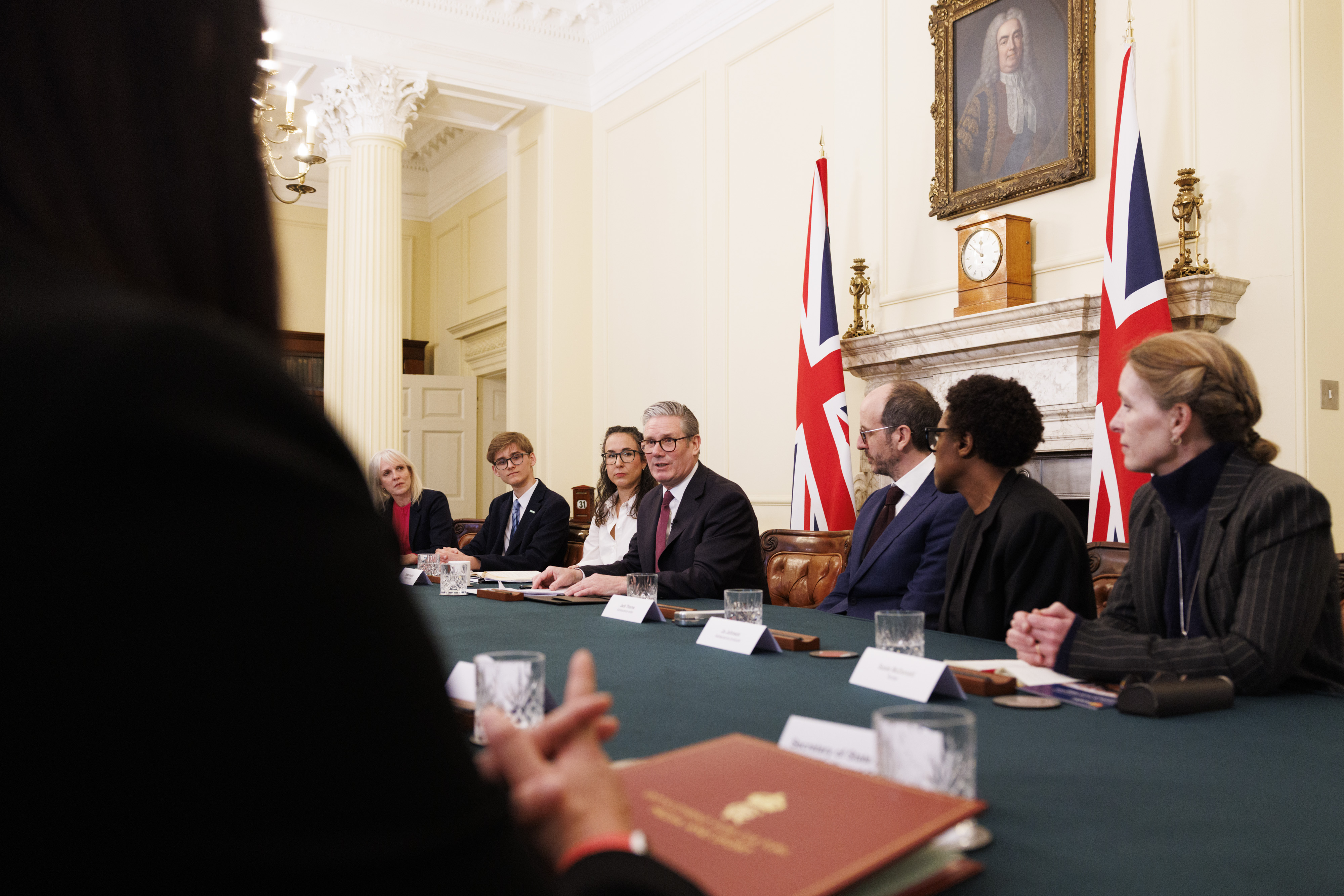
2025年3月31日，劇組人員與英國首相施紀賢會面

《衛報》報導指出《混沌少年時》探討了男性圈文化對青春期少年的影響，劇中甚至直接提及安德魯·泰特與紅藥丸，是如何影響劇中主角在內的青少年男性。英國國會議員米奇利呼籲政府在國會與學校播放該電視劇，聲稱有助於抵制厭女情緒和針對女性和女孩的暴力英國首相施紀賢也支持米奇利的呼籲，他在推特上寫到：「身為父親，與16歲兒子和14歲女兒一同觀看《混沌少年時》令我深感震撼。」在施紀賢發言支持後，英國的中學生在學校可免費觀看《混沌少年時》。
2025年3月，第二次川普政府的總統高級顧問兼商人埃隆·马斯克在推特散佈陰謀論，宣稱《混沌少年時》選用白人演員作為主角，是「反白種人政治宣傳」。陰謀論還認為劇中的謀殺案，是基於2024年紹斯波特持刀襲擊事件；但劇組人員刻意選用白人演員作加害者，是想妖魔化白種人。傑克·索恩回稱電視劇並沒有基於任何現實事件，並稱該陰謀論「愚蠢」。

### 獎項
| 年度 | 獎項                 | 榮譽                             | 受提名或獲獎者  | 結果 | 參考   |
| ---- | -------------------- | -------------------------------- | --------------- | ---- | ------ |
| 2025 | 第二屆哥譚電視獎     | 突破迷你劇集                     | 《混沌少年時》  | 獲獎 | [ 37 ] |
| 2025 | 第二屆哥譚電視獎     | 最佳迷你劇集主演                 | 史提芬·格拉漢姆 | 獲獎 | [ 37 ] |
| 2025 | 第二屆哥譚電視獎     | 最佳迷你劇集配角                 | 歐文·庫柏       | 獲獎 | [ 37 ] |
| 2025 | 第二屆哥譚電視獎     | 最佳迷你劇集配角                 | 艾琳·多爾蒂     | 提名 | [ 37 ] |
| 2025 | 第五屆阿斯特拉電視獎 | 最佳迷你劇集                     | 《混沌少年時》  | 待定 | [ 38 ] |
| 2025 | 第五屆阿斯特拉電視獎 | 最佳迷你劇集或電視電影演員陣容   | 《混沌少年時》  | 待定 | [ 38 ] |
| 2025 | 第五屆阿斯特拉電視獎 | 最佳迷你劇集或電視電影男主角     | 史提芬·格拉漢姆 | 待定 | [ 38 ] |
| 2025 | 第五屆阿斯特拉電視獎 | 最佳迷你劇集或電視電影最佳男配角 | 歐文·庫柏       | 待定 | [ 38 ] |
| 2025 | 第五屆阿斯特拉電視獎 | 最佳迷你劇集或電視電影最佳男配角 | 艾希利·沃特斯   | 待定 | [ 38 ] |
| 2025 | 第五屆阿斯特拉電視獎 | 最佳迷你劇集或電視電影最佳女配角 | 艾琳·多爾蒂     | 待定 | [ 38 ] |

## 外部連結
- 在Netflix上觀看《混沌少年時》
- 互联网电影数据库（IMDb）上《混沌少年時》的资料（英文）